# كانتايوبس
بلدية كانتايوبس (بالإسبانية: Cantallops) هي بلدية تقع في مقاطعة جرندة التابعة لمنطقة كتالونيا شمال شرق إسبانيا.

## الديموغرافيا
بلغ عدد سكان بلدية كانتايوبس 326 نسمة عام 2011 (وفقاً للمعهد الوطني الإسباني للإحصاء).
| 265 | 264 | 263 | 271 | 295 | 319 | 326 |